# Lev Tolstoy (Schiff)
Die Lev Tolstoy (russisch Лев Толстой, dt. Transkription: Lew Tolstoi) ist das zweite Flusskreuzfahrtschiff der Anton Chekhov-Klasse, Projekt Q-056, das im Jahr 1979 auf der Österreichischen Schiffswerften AG Linz in Korneuburg/Österreich gebaut und an die Wolga-Vereinigte-Flussreederei (russisch Волжское объединённое речное пароходство) ausgeliefert wurde. Das Schiff wurde nach dem Namen des russischen Schriftstellers Lew Tolstoi benannt und wird auf den Strecken Sankt Petersburg – Moskau und Astrachan – Moskau eingesetzt. Das Schwesterschiff der Lev Tolstoy ist die Anton Chekhov (dt. Anton Tschechow), das erste Schiff der Serie.

## Geschichte
Die in den 1970er Jahren im Westen für Petrodollar bestellten und gebauten Flusskreuzfahrtschiffe der Anton Chekhov-Klasse, Projekt Q-056, von der Österreichischen Schiffswerften AG Linz in Korneuburg/Österreich übertrafen alle bisher in der DDR und Tschechoslowakei hergestellten Fahrgastschiffe in Komfort und manchmal auch in Größe, obwohl die deutschen Schiffe des Projekt 302 – deutsche Bezeichnung BiFa 129М – eine Länge von 129 m haben. Dabei könnten die vorher gebauten  Flusskreuzfahrtschiffe (einschließlich der Dreidecksschiffe der Rodina-Klasse (Deutschland) und Projekt 26–37 aus der Tschechoslowakei) gar nicht verglichen werden. Selbst diese hatten keine Chancen im Wettbewerb. Weder früher noch später waren solche Bestellungen der Flusskreuzfahrtschiffe in der Geschichte Russlands möglich.

## Ausstattung
Alle komfortablen 1-, 2- und 3-Bett-Kabinen sind ausgestattet mit Klimaanlage, Kühlschrank, Dusche und WC, 220-V-Anschluss und haben große Fenster.
An Bord befinden sich u. a. ein Restaurant, zwei Bars, ein Kiosk, ein Konferenzsaal, Musik- und Fernsehsalon, ein Telefon für internationale Verbindungen, Solarium, Sauna, Swimming-Pool und Fitnessraum.